# Henri De Wolf
Henri De Wolf (Deinze, 17 de agosto de 1936-12 de enero de 2023) fue un ciclista belga, profesional entre 1959 y 1969, cuyos mayores éxitos deportivos los logró en la Vuelta a España donde obtuvo 1 etapa en la edición de 1964, y en la Flecha Valona al vencer en 1962.

## Palmarés
1961
- 1 etapa en la Dauphiné Libéré

1962
- Flecha Valona
- 1 etapa en la Vuelta a Bélgica

1963
- 1 etapa en los Cuatro días de Dunkerque
- Druivenkoers Overijse
- París-Valenciennes

1964
- 1 etapa en  Vuelta a España